# Lieselotte Süllwold
Lieselotte Süllwold (Lilo Süllwold) geborene Strötzel (* 19. November 1930 in Chemnitz; † 2020) war eine Klinische Psychologin und Professorin am Zentrum für Psychiatrie der Johann-Wolfgang-Goethe-Universität Frankfurt am Main. Ihr Schwerpunkt war die Schizophrenieforschung.
Sie studierte Psychologie an der Universität Freiburg, wo sie 1960 auch promovierte. 1973 wurde sie zur Professorin für Klinische Psychologie an der Medizinischen Fakultät der Universität Frankfurt berufen und war die erste Klinische Psychologin in der BRD, die ihre Habilitation an einer Medizinischen Fakultät 1975 erhielt. Sie habilitierte zu einem Fragebogen zur Diagnostik der beginnenden Schizophrenie. Sie lieferte ein Beispiel für die  Institutionalisierung und Professionalisierung der Klinischen Psychologie in der Psychiatrie von den 1950er bis Ende der 1970er Jahre. 
Zu ihren wichtigsten Leistungen gehörte die Entwicklung des Konzeptes der schizophrenen Basisstörungen gemeinsam mit Gerd Huber. Kognitive Primärstörungen sind Basisdefizite, von Patienten als Denk-, Konzentrations- und Gedächtnisstörungen geschilderte Symptome, die ziemlich regelmäßig nachweisbar und diagnostisch nutzbar sind. In Therapie wie Rehabilitation kann dies durch Training verbessert werden, um die Vulnerabilität für schizophrene Störungen zu verringern. Da diese Symptome von den Patienten schon früh erlebt werden, entwickelte sie entsprechende Fragebögen (Frankfurter Beschwerde-Fragebogen FBF und Frankfurter Befindlichkeitsskala FBS), um entsprechende Vulnerabilitäten für die Ausprägung schizophrener Störungen schon früh zu erkennen. Der FBF wurde bis zu einer dritten Version (FBF-3) weiterentwickelt, in verschiedene Sprachen übersetzt (darunter Englisch, Französisch, Spanisch und Italienisch) und dort genutzt.
1986 erhielt sie den Kurt-Schneider-Preis für ihren Beitrag zur Schizophreinieforschung.
Sie war mit Fritz Süllwold verheiratet.

## Veröffentlichungen (Auswahl)
Wichtigste selbst verfasste Monografien
- Symptome schizophrener Erkrankungen, Springer 1977
- Schizophrenie. Kohlhammer 1983, 2. Aufl. 1986, 3. Aufl. 1995
- Fragebogen zur Frankfurter Befindlichlkeits-Skala (FBS), Springer 2014
- Manual zum Frankfurter Beschwerde-Fragebogen (FBF), Springer 1991

Wichtigste mitverfasste Monografien
- Schizophrene Basisstörungen, mit Gerd Huber, Springer 1986
- Psychologische Behandlung schizophren Erkrankter, mit J. Herrlich, Kohlhammer 1990, 2. Aufl. 1997
- Zwangskrankheiten, mit J. Herrlich und S. Volk, Kohlhammer 1994, 2. erw. Aufl. 2001